# Chevremont
Das frühere Dorf Chevremont ist heute ein Ortsteil der Stadt Kerkrade in der niederländischen Provinz Limburg. Der Name leitet sich von lateinisch cavatum montem ab, was wörtlich übersetzt „eingeschnittener Berg“ bedeutet. Gemeint ist damit ein Hügel durch den einen Hohlweg führt. Auf Limburger Platt heißt der Ort Sjevemet.

## Geographie

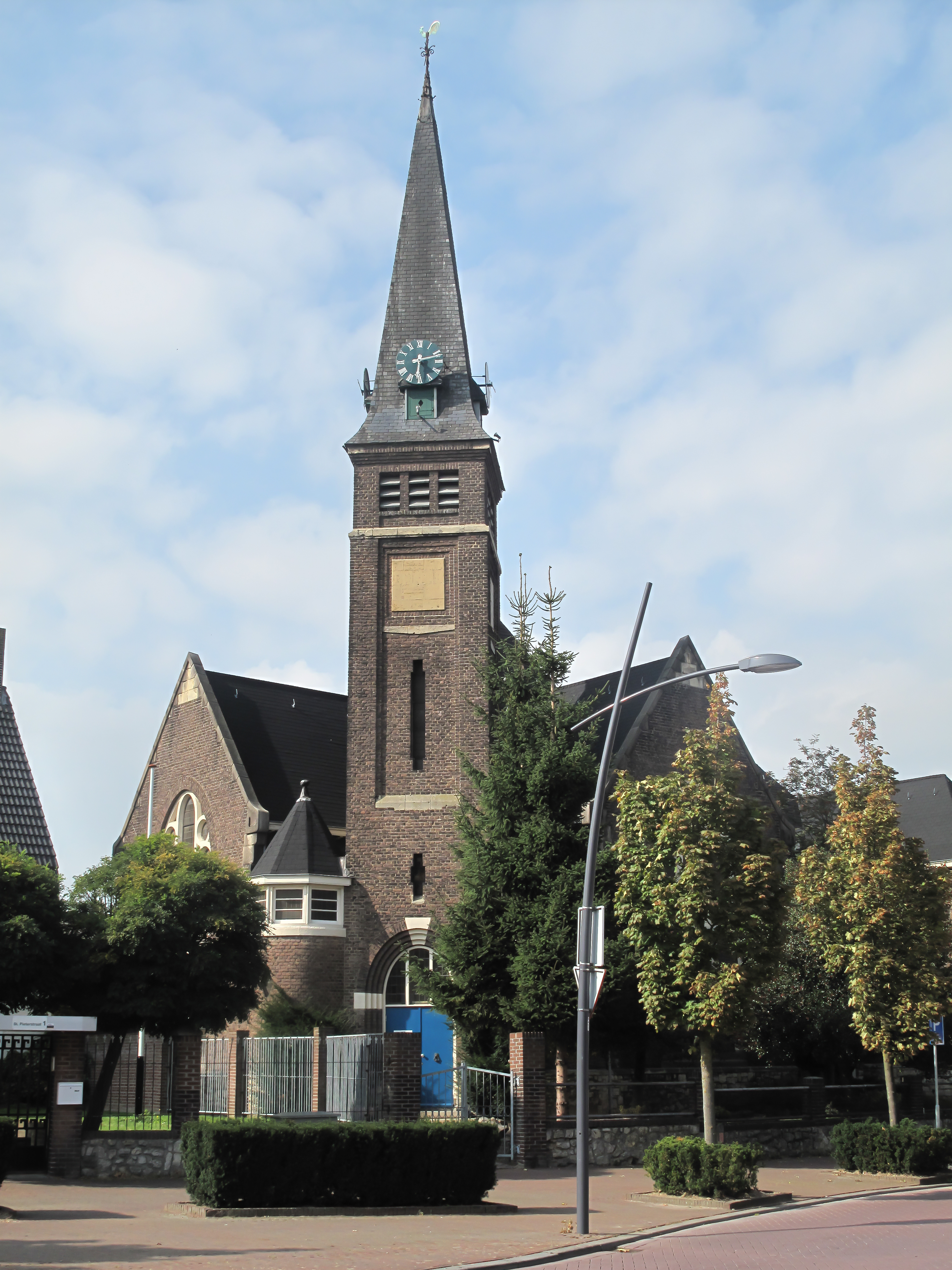
Die protestantische Kirche in Chevremont

Chevremont liegt nördlich der Altstadt von Kerkrade. Im Osten grenzt es an das Naherholungsgebiet rund um den Amstelbach und die Parkanlagen des Schloss Erenstein. Die nächstgelegene Großstadt ist das etwa 18 km südlich gelegene Aachen.

## Persönlichkeiten
- Frans Hermesdorf niederländischer Porträtmaler und Radierer deutscher Abstammung, lebte in Chevremont.

## Verkehr
Der Ort hat einen Bahnhof an der Bahnstrecke Schaesberg–Simpelveld.
| Linie | Verlauf | Takt   | Betreiber        |
| ----- | --- | ------ | ---------------- |
| RS15  | Arriva Stoptrein: Kerkrade Centrum – Chevremont – Eygelshoven – Landgraaf – Heerlen – Hoensbroek – Nuth – Schinnen – Spaubeek – Geleen Oost – Sittard | 30 min | Arriva Nederland |

An manchen Sommerwochenenden kann man mit der historischen Dampfeisenbahn der Zuid-Limburgse Stoomtrein Maatschappij, beheimatet in Simpelveld, zwischen Simpelveld, Kerkrade und gelegentlich über Landgraaf bis Heerlen an Ausflugsfahrten teilnehmen.
Das Straßennetz wurde im Zuge der Zusammenlegung und regionaler Infrastrukturprojekte ausgebaut und modernen Anforderungen angepasst. Eine direkte Autobahnanbindung besitzt Chevremont nicht. Allerdings können über Heerlen die Verbindungen nach Antwerpen und Maastricht sowie in Richtung Roermond, Eindhoven und die übrigen Niederlande erreicht werden. An das niederländische und deutsche Autobahnnetz erhält man Anschluss über die N299 und N300.

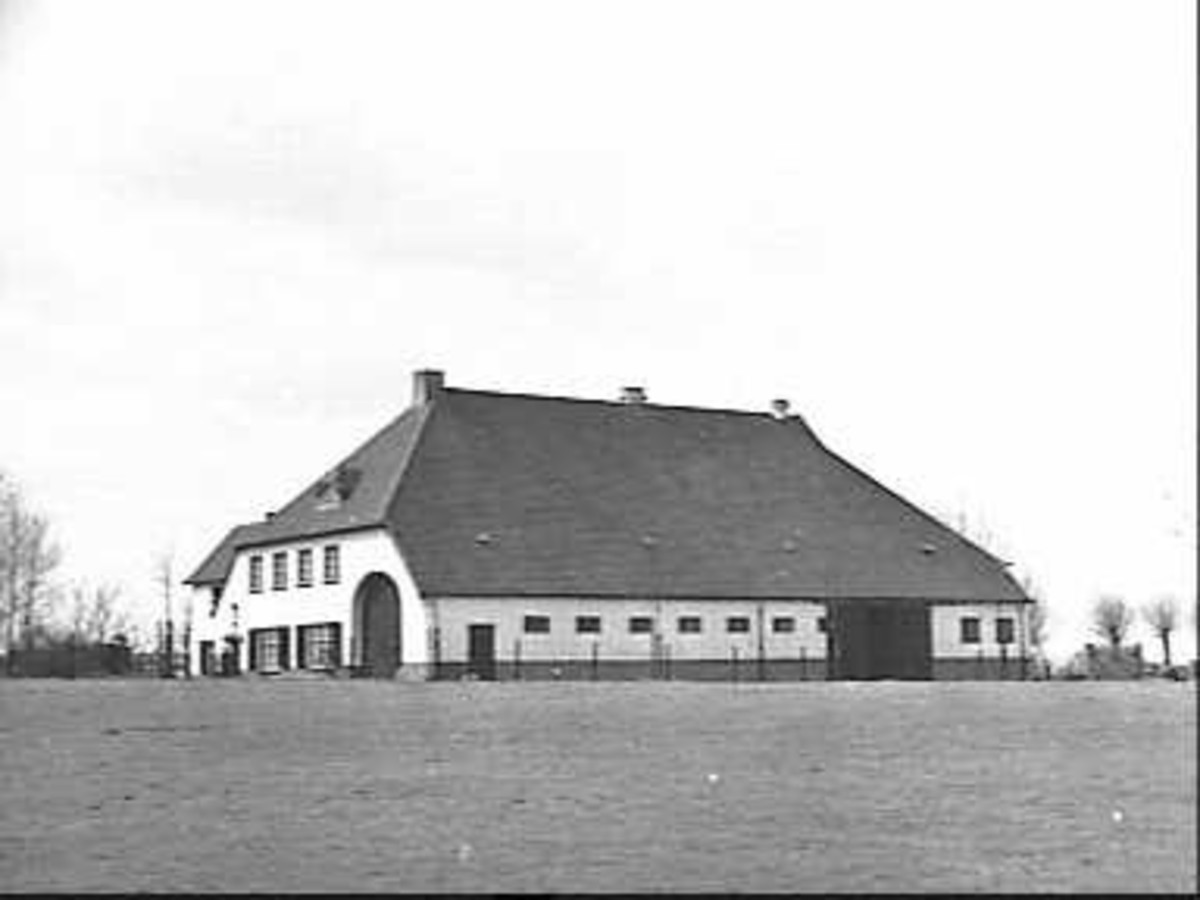
Historisches Gutshaus Luckerhei in Chevremont (1953)
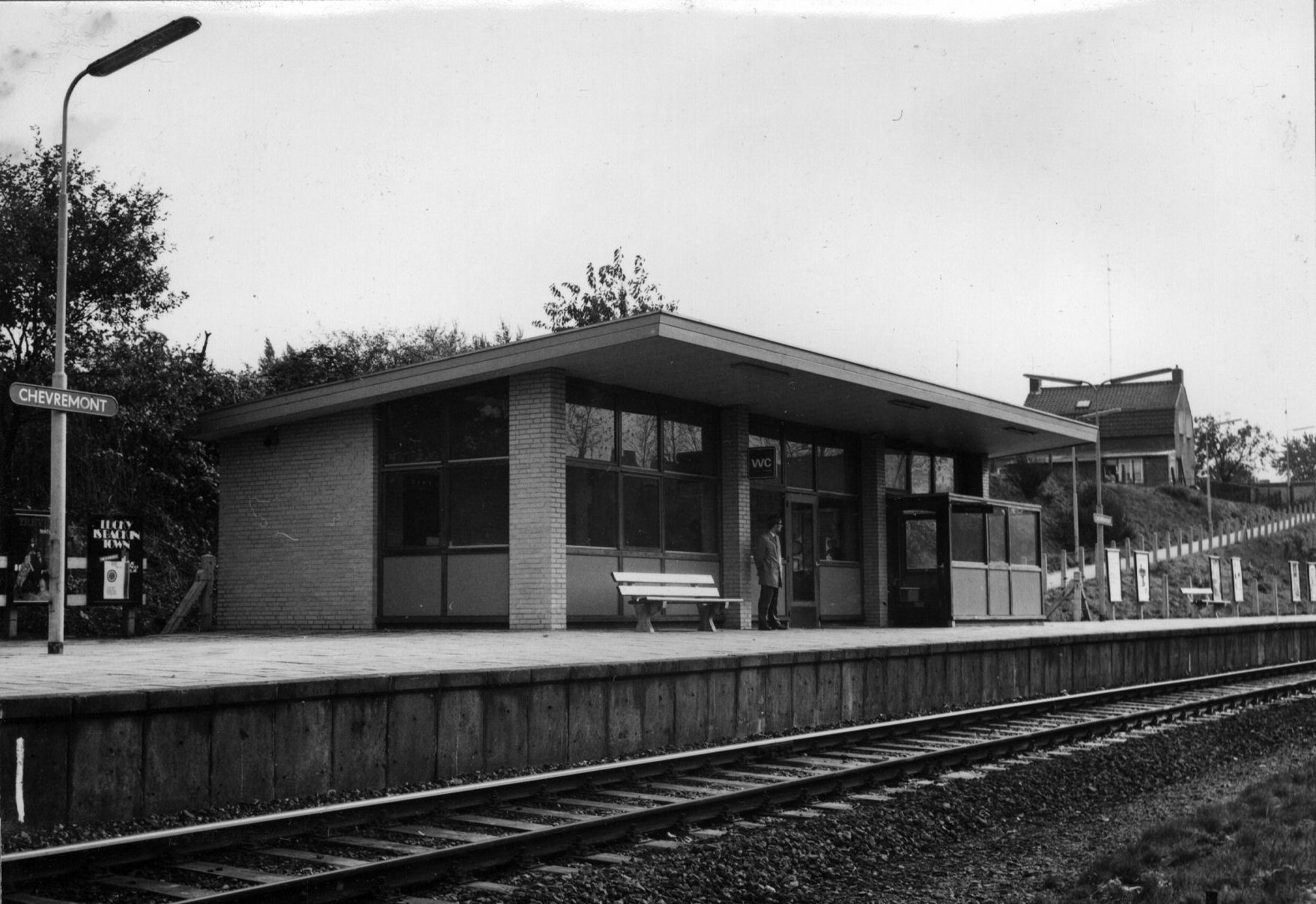
Ehemaliges Bahnhofsgebäude (1970)
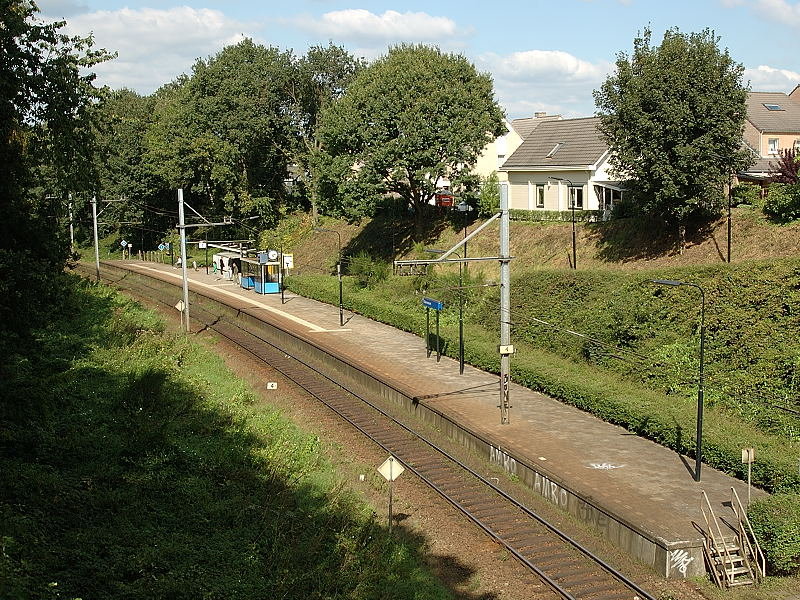
Haltepunkt Chevremont (2008)